# Sitotisk
Sitotisk je tehnika tiska, pri kateri dizajn prenesemo na mrežico (sito), ki ima svetlobno občutljivo zgornjo plast. Film onemogoči ultravijolični svetlobi osvetlitev sita in na teh mestih se oblikuje oblika zasnove. Artikel, ki ga želimo tiskati, postavimo pod sito, nakar s prenosom barve skozi mrežico ustvarimo odtis. S to tehniko lahko tiskamo le ravne površine. Večino izdelkov lahko tiskamo večbarvno. Ta tehnika je predvsem primerna za tekstil in izdelke iz poliestra, kot so dežniki, torbe, darilne vrečke, … 